# Pentadio
Pentadius, poeta latino del siglo III d. C.

## Biografía
Poco se conoce sobre su vida. Se presume que es el destinatario de la dedicatoria de Lactancio en sus Instituciones divinas. Nos quedan de él seis composiciones transmitidas a partir del Codex Salmasianus, así llamado porque fue propiedad del humanista francés Claude de Saumaise (1588-1653, latinizado en Salmasius): tres elegías (De Fortuna, De adventu veris y Narcissus) y tres epigramas (otro Narcissus, Chrysocome y De femina). Se encuentran en estos poemas ecos clasicistas de Virgilio, Horacio y Ovidio, y algunas reminiscencias de Catulo. De adventu veris trata sobre la llegada de la primavera. Los otros son eruditos poemas mitológicos. Su estilo es muy elegante y emplea la forma de los dísticos ecoicos, en los cuales la primera parte del pentámetro es igual a la última, por ejemplo: Sentio, fugit hiems, Zephyrisque moventibus orbem / iam tepet Eurus aquis; sentio fugit hiems.